# حکایت دریای زمین
حکایت دریای زمین (به انگلیسی: Tales from Earthsea، روماجی: Ged Senki، به ژاپنی: ゲド戦記) یک انیمهٔ فانتزی محصول سال ۲۰۰۶ کشور ژاپن است. فیلم توسط گورو میازاکی، پسر هایائو میازاکی کارگردانی و در استودیو جیبلی ساخته شده‌است. حکایت (حکایات) دریای زمین، شانزدهمین انیمیشن استودیو جیبلی محسوب می‌شود.
این فیلم ترکیبی از وقایع و حوادث اولین، سومین و چهارمین کتاب از سری کتاب‌های دریای زمین را دنبال می‌کند. سایر کتاب‌های این مجموعه به ترتیب؛ جادوگری از دریای زمین، دورترین ساحل و تِهانو می‌باشند که توسط اورسولا لِ گـُوین به رشته تحریر درآمده‌اند. مانگایی نیز بر اساس فیلم، در ژاپن به چاپ رسیده است.

## خلاصه داستان
آرن که پس از کشتن پدر خود و دزدیدن شمشیر او، آواره بیابان‌ها شده، مورد حمله گرگ‌ها قرار می‌گیرد. کیمیاگری به نام شاهین او را نجات می‌دهد و همراه خود به سفر می‌برد. آن‌ها پس از مشاهده شهر هرت که در آن برده‌فروشی مرسوم است در منزل زنی پناه می‌گیرند. از سویی کیمیاگر خبیثی به نام تارتن که سابقه دشمنی با شاهین را دارد در صدد است راز زندگی ابدی را پیدا کرده و انتقام خود را از شاهین بگیرد. به همین دلیل زن و آرن را به گروگان گرفته و شاهین را با این ترفند به دام می‌اندازد.

## تاریخچه
این فیلم اولین انیمیشنِ استودیو جیبلی است که براساس سری کتابهای دریای زمین ساخته شده. پیشتر، بسیاری از کارگردانان، از جمله هایائو میازاکی سعی داشتند داستان کتاب را به فیلم‌نامه تبدیل کنند اما مورد موافقت نویسنده قرار نگرفت. لِ گوین در این‌باره می‌گوید: «من کارهای او (میازاکی) را نمی‌شناختم، تنها با سبک کارهای دیزنی آشنایی داشتم و از آن‌ها نیز خوشم نمی‌آمد. بنابراین گفتم نه. چند سال بعد، پس از آن‌که به همراه یکی از دوستان فیلم همسایه من توتورو را دیدم، از طرفداران میازاکی شدم». میازاکی بعد از دریافت جایزه اسکار به خاطر شهر اشباح، اجازهٔ ساختن انیمه‌ای براساس مجموعهٔ دریای زمین را دریافت کرد اما وی درگیر کارگردانی قلعهٔ متحرک هاول شده بود. توشیو سوزوکی سرپرست استودیو جیبلی تصمیم گرفت تا ساخت فیلم را بر عهدهٔ پسر میازاکی بگذارد.

## واکنش منتقدین و فروش در گیشه
فیلم در اولین هفتهٔ اکران، جایگاه اول گیشهٔ ژاپن را نصیب خود کرد با فروشی بالغ بر ۹۰۰ میلیون ین، به عبارت دیگر ۷٫۷ میلیون یورو. با این میزان فروش، فیلم دزدان دریایی کارائیب: صندوقچه مرد مرده به رتبهٔ دوم سقوط کرد. حکایت دریای زمین به مدت پنج هفته در جایگاه اول پرفروش‌ترین فیلم‌ها قرار داشت تا اینکه بالاخره با اکران عمومی مردان ایکس: آخرین ایستادگی به رتبهٔ دوم سقوط کرد. این میزان فروش برای یک فیلم ژاپنی بسیار باورنکردنی ست، با توجه به اینکه قیمت بلیط سینماهای ژاپن بسیار بسیار گران می‌باشد، که البته همین باعث دوری مردم از سینماها شده‌است. حکایت دریای زمین عنوان چهارمین فیلم پرفروش آن سال را از آن خود کرد.
اورسولا ل گوین، مولف مجموعه کتاب‌های دریای زمین، در وب‌گاه اختصاصی خود واکنش متناقضی نسبت به فیلم داشت. وی جلوه‌های بصری انیمه را ستایش کرده اما در مورد فیلنامه و وقایع آن بسیار شاکی بود زیرا وقایع فیلم ۱۸۰ درجه با کتاب‌های وی فرق می‌کرد. ل گوین توصیفات فیلم از طبیعت را ستایش کرد اما اظهار داشت که پیش تولید این انیمه به اندازه انیمه‌های قبلی که توسط هایائو میازاکی کارگردانی شده، قوی و جدی نبوده‌است، او به بیشتر صحنه‌های هیجانی فیلم، واکنشی منفی نشان داد زیرا معتقد بود در آن‌ها روی عنصر خشونت، بسیار تأکید شده‌است. خلاصه واکنش او به فیلم گورو میازاکی از زبان خود وی این بود؛ «این کتابِ من نیست. این فیلمِ تو هست و فیلم خوبی هم هست.» اما ل گوین از اینکه اظهار نظر وی در وبلاگ اختصاصی فیلم به نمایش در آمد، بسیار ناراحت شد.
اظهارات متناقض ل گوین گواهی بر پذیرش عمومی فیلم، مخصوصا در ژاپن داشت. نکته جالب این بود که درست مانند اظهارات وی، حکایت دریای زمین هم طرفدارن بسیار زیادی پیدا کرد و هم مخالفان بسیار زیاد.
در انگلستان، فیلم مانند فیلم‌های دیگر استودیو جیبلی به اکران در نیامد، فیلم در ۲۳ سینما در کل کشور اکران شد و فروش ناچیزی (۲۳۳۰۰ یورو) داشت. منتقدین نیز به فیلم حمله کردند برای مثال رادیو تایمز در نقد خود اظهار داشت؛ «انیمه حکایت دریای زمین آن درخشندگی تکنیکی در انیمیشن و همچنین آن احساسات گرم فیلم‌های قبلی جیبلی را ندارد.» دیلی میرور نیز فیلم را «بسیار بسیار بسیار کند و حوصله سر بر و خسته کننده» خواند و آن را به هیچ وجه قابل مقایسه با کارهای هایائو میازاکی ندانست. با این وجود مجلهٔ اِمپایر، فیلم را این‌چنین توصیف کرد: «ارزشمند برای یک بار دیدن». در این بین گاردین فیلم را «اثری زیبا از نظر هنری» خواند. نکتهٔ بسیار جالب توجه اینکه، فیلم در جشنوارهٔ بونشین کیچیگو  در آخر همان سال با رای ۳۲ تن از منتقدینِ برجسته، به عنوان «بدترین فیلم سال ژاپن» انتخاب شد. گورو میازاکی جایزه «بدترین کارگردان» را نیز از آن خود کرد. اما این فیلم دارای مفهومی فراتر از ظاهر بود که بسیاری از آن تجلیل کردند.

## معادل‌های انگلیسی
1. ↑  A Wizard of Earthsea
2. ↑  The Farthest Shore
3. ↑  Tehanu
4. ↑  Bunshun Kiichigo Awards